# Saldanha 1
Saldanha 1 è il fossile di un cranio di un ominide della specie Homo heidelbergensis scoperto a Elandsfontein in Sudafrica nel 1953 da Keith Jolly, datato ad un periodo compreso tra 500.000 - 200.000 anni fa.

## Descrizione
Il fossile è stato ricostruito a partire da 27 frammenti d'osso, la maggior parte dei quali sparsi su un'area di circa 1,5 m². La circostsanza del ritrovamento non ne ha reso possibile la datazione diretta, che è stata dedotta dai manuffatti litici ritotrvati nello stesso sito.